# Abén Humeya
Abén Humeya (en català Aben Humeya), manera pel qual es coneix en la historiografia espanyola a un noble morisc, de nom cristià Fernando de Válor y Córdoba i de nom musulmà Muhammad ibn Umayya (c. 1545 - 1569).
Era membre d'una família musulmana granadina que es reclamava descendent dels omeies de Còrdova i que va pactar la seva conversió durant la conquesta de Granada. A canvi de la seva conversió i col·laboració, els Reis Catòlics van concedir el senyoriu de Válor l'avi d'Abén Humeya, que havia adoptat el nom d'Hernando de Córdoba, i el dret a ser membre del capítol granadí. La família va fixar la seva residència a Válor i va afegir el nom de Válor al seu cognom, passant a ser Córdoba i Válor, i aconseguint el sobrenom d'Els Válor.
Fernando de Válor ja va néixer cristià a Granada i va arribar a ser Cavaller vintiquatre de la ciutat de Granada, és a dir membre del cabilde municipal. Quan, després de l'edicte de Felip II el 1568 prohibint la llengua àrab i els costums musulmans, va esclatar la insurrecció dels moriscs a les Alpujarras, Fernando es va unir a la revolta, abjurant de les creences cristianes i prenent el nom de Muhammad ibn Umayya (que ha passat al castellà com Abén Humeya). Gràcies a la influència del seu oncle, va esdevenir el principal dirigent de la insurrecció i va ser proclamat rei. Els rebels van combatre contra les tropes reials manades successivament pel marquès de Mondéjar, el marquès de los Vélez i el senyor Joan d'Àustria.
Tot i que al principi la iniciativa militar va correspondre als moriscs, no van aconseguir prendre Berja. Aviat van sorgir dissensions entre els mateixos moriscs. Segons uns historiadors, l'arbitrarietat i tirania que mostra Abén Humeya, juntament amb el seu caràcter despòtic i recelós, li fan perdre el suport dels rebels, sent assassinat al seu palau de Laujar de Andarax a l'octubre de 1569, encara que altres diuen que va ser assassinat per moriscs agents dels castellans. En qualsevol cas, és succeït pel seu cosí Abén Aboo. La revolta seria sufocada el 1571.
Aben Humeya i els Jocs Moriscs és un dels episodis més interessants protagonitzat per Abén Humeya qui, segons el cronista Ginés Pérez de Hita, va convocar a Purchena el setembre de 1569, poc abans de morir assassinat. Cuenta Pérez de Hita a segona Part de les Guerres Civils de Granada que, després del fallit setge de la Ciutat de Vera, Abén Humeya es va retirar a Purchena on va convocar aquests Jocs Moriscs que incloïen proves esportives, algunes d'elles d'ascendència olímpica com la lluita, l'aixecament de pedra, sosteniment de maó, llançament amb fona, curses de velocitat i mitja llegua, concursos de dansa i cant ... tot això per tenir entrenada a la tropa i per recuperar les seves tradicions, vestimentes, noms ... Aquest fet històric-esportiu original i únic, des de 1993, és recordat anualment en el municipi de Purchena (Almeria) cada primer cap de setmana d'agost.
| «                       | Els Jocs Moriscs d'Aben Humeya suposen la baula perduda de la cadena entre l'Antiguitat i el món modern. | » |
| — Joan Antoni Samaranch | |   |